# Howard Automobile Company (New Jersey)
Howard Automobile Company war ein US-amerikanischer Hersteller von Automobilen aus New Jersey.

## Unternehmensgeschichte
William L. Howard experimentierte ab 1893 an Automobilen. 1895 war das erste fertig. Zu der Zeit betrieb er die Howard Cycle Company in Trenton in New Jersey. Erst 1900 konnte er mit finanzieller Unterstützung das Unternehmen zur Automobilproduktion gründen. George B. Yard war Präsident, Howard Vizepräsident, Frank W. Williams Sekretär und Frank W. Muschert Schatzmeister. Der Markenname lautete Howard. 1903 endete die Produktion.
Weitere US-amerikanische Hersteller von Personenkraftwagen der Marke Howard waren: Howard Automobile Company aus New York, Howard Motor Works, Howard Automobile Company aus Michigan, Central Car Company, A. Howard Company und Howard Motors Corporation.

## Fahrzeuge
Der erste Prototyp hatte zwei Ottomotoren von Wing mit jeweils 3 PS Leistung. Die offene Karosserie bot Platz für sechs bis neun Personen.
Später folgten Dampfwagen. Sie hatten einen Dampfmotor mit zwei Zylindern und Kettenantrieb. Gelenkt wurde mit einem Lenkhebel.